# Mélanie Bonis
Mélanie Hélène Bonis (Párizs, 1858. január 21. – Sarcelles, 1937. március 18.) francia zeneszerző. Szerény jövedelmű családba született, de zongoratehetsége révén a Párizsi Konzervatóriumban tanulhatott. Mesterei közt volt Ernest Guiraud és César Franck, Claude Debussy pedig az évfolyamtársa volt.